# Mesochorus doryssus
Mesochorus doryssus là một loài tò vò trong họ Ichneumonidae.